# Miód kasztelański
Miód kasztelański: komedia kontuszowa w pięciu aktach prozą – komedia Józefa Ignacego Kraszewskiego napisana w 1859.

## Fabuła[1]
Akcja rozgrywa się w okresie panowania Augusta II w szlacheckim dworze.
Akt I
Rotmistrz Kaniowa, powraca z wojennej tułaczki do wiejskiego dworu, w którym się wychował, a który zamieszkuje jego przybrana siostra – Barbara Sulimirska (obecnie wdowa) ze swą krewną Martą. Sługa Grześ przekazuje mu od progu zatrważające wieści: pani Barbara jest pod silnym wpływem swego nowego totumfackiego – Jacka Sołoduchy, który zamieszkał we dworze i kładzie jej do głowy, jakoby małżeństwo miało same wady. W efekcie Basia, choć młoda i zamożna, nie chce nawet myśleć o ponownym zamążpójściu. Poglądy te podziela również panna Marta, co jeszcze bardziej martwi Rotmistrza – jest w niej bowiem od dawna zakochany. A co gorsza – do przeciwniczek małżeństwa dołączyła służąca Rózia, w której zakochany jest Grześ. Obaj mężczyźni zaczynają rozmyślać nad rozwiązaniem sytuacji, gdy tymczasem Jacek Sołoducha rozmyśla, jak pozbyć się z domu niewygodnego Rotmistrza.
Akt II
We dworze pojawia się sąsiad, Kacper Petryłło z Zabłocia. Petryłło jest od dawna zakochany w Basi, kiedy jednak ona odrzuciła kategorycznie jego oświadczyny, przestał u niej bywać. Teraz wspólnie z Rotmistrzem debatują nad rozwiązaniem sytuacji. Pomysł podsuwa im Rózia: gdyby tak podsunąć Jackowi piękną, bogatą i chętną do zamążpójścia wdówkę, to szybko odkryłby swoje prawdziwe zamiary i stracił zaufanie Basi. Jacek sam bowiem liczy na małżeństwo z Basią i właśnie dlatego nastawia ją przeciwko innym mężczyznom. Rotmistrz od razu przechodzi do działania: opowiada Basi, że zaprosił do dworu poznaną w podróży księżnę Bamberlink, której mąż pechowo właśnie otruł się grzybami, a ona sama nie domaga i zmuszona jest przebywać w gospodzie żydowskiej, choć nie znosi zapachu cebuli. Basia zgadza się na przyjęcie księżnej. 
Akt III
Do dworu przybywa "księżna Bamberlink". W rzeczywistości jest to przebrana pani Hurska – zaprzyjaźniona z Rotmistrzem młoda i zalotna wdówka, która traktuje obmyśloną przez niego komedię jako świetną zabawę. Rotmistrz, aby stworzyć odpowiednią atmosferę opowiada Jackowi, że księżna jest niezwykle bogata, że kochał się w niej nawet sam August II przez półtora dnia, sama zaś dała słowo, że poślubi tylko kogoś ubogiego, szczególnie zaś celuje w podstarzałych i zwiędłych. Po tym wstępie Jacek łatwo daje się złapać na zaloty młodej księżnej i idzie z nią na spacer do ogrodu. Barbara nie może uwierzyć w odmianę swego totumfackiego i zapowiada, że jeśli dojdzie do tego, że Jacek oświadczy się księżnej, ona sama złamie swoje postanowienie i przyjmie Petryłłę. Rotmistrz zaś kontynuuje intrygę: oświadcza, że obaj z Petryłłą zaprzestają o starań o względy Marty i Basi i zaczną zalecać się do księżnej. Jacek, który już dał się zbałamucić księżnej i chce odciągnąć od niej konkurentów... zaczyna namawiać zaskoczone kobiety na zamążpójście.
Akt IV
Wszystko idzie zgodnie z planem Rotmistrza. Panna Marta jest o niego zazdrosna, a Basia – o Petryłłę. Jacek daje się omamić Rotmistrzowi, który namawia go, by dziś jeszcze oświadczył się księżnej. Posyłają Grzesia do piwnicy po miód kasztelański. Na nieszczęście w tym czasie nadchodzi Petryłło – rozżalony o scenę zazdrości, którą zrobiła mu Basia, wyznaje Jackowi, że wszystko było jedynie komedią. Jacek natychmiast przekazuje to Basi, która w efekcie jest wściekła i na Rotmistrza i na Petryłłę, który o wszyskim wiedział.
Akt V
Rotmistrz dowiaduje się o całej katastrofie. Wpada jednak na pomysł, jak przy pomocy miodu kasztelańskiego wszystko odkręcić: namawia Grzesia, by jak najszybciej sprowadził tu Jacka  i księżnę Bamberlink. Gdy Jacek się zjawia, Rotmistrz na nowo wmawia mu, że księżna naprawdę jest księżną, a to Petryłło przed chwilą oszukał go, aby pozbyć się konkurenta do jej ręki. Początkowo Jacek jest zachowawczy i nieufny, w miarę jednak, jak panowie raczą się doskonałym miodem kasztelańskim, zaczyna wierzyć w tę historię i nabiera odwagi, by oświadczyć się księżnej.  W finalnej scenie Basia, Marta, Grześ, Rózia, Petryłło i Rotmistrz stają w drzwiach i trafiają na scenę, gdy Jacek klęcząc w kwiecistych słowach prosi księżną o rękę. Ta jednak stanowczo go odrzuca i wytyka przy wszystkich, że przecież sam był przeciwnikiem małżeństwa (A nie mówiłżeś waćpan, że małżeństwo srogie niebezpieczeństwo, jarzmo, niewola, stan pełen do zguby wiodących zasadzek?). Jacek upokorzony odchodzi, a Rotmistrz przedstawia siostrze panią Hurską i wszyscy w zgodzie podają sobie ręce. Na koniec Rotmistrz prosi o kolejną butelkę kasztelańskiego miodu.

## Spektakle radiowe
- Miód kasztelański (1958, adaptacja Zofia Orszulska, reżyseria Natalia Szydłowska)[2].
- Miód kasztelański (2008, adaptacja i reżyseria Henryk Rozen). Utwór został podzielony na dwa odcinki[3][4].

## Spektakl telewizyjny
W 1964 r. w Teatrze Telewizji wyemitowano spektakl Miód kasztelański w adaptacji Zdzisława Skowrońskiego i reżyserii Józefa Słotwińskiego.